# NGC 61B
NGC 61B es una galaxia lenticular localizada en la constelación de Piscis.